# Kur siwy
Kur siwy (Gallus sonneratii) – gatunek ptaka z podrodziny bażantów (Phasianinae) w rodzinie kurowatych (Phasianidae). Zamieszkuje południowe, środkowe i zachodnie Indie, według IUCN nie jest zagrożony wyginięciem. Występuje dość wyraźny dymorfizm płciowy.

## Zasięg występowania
Kur siwy występuje na Półwyspie Indyjskim na południe od stanu Gudźarat, południowego Radżastanu i stanu Madhya Pradesh, oraz przy ujściu rzeki Godawari we wschodniej części Andhra Pradesh. Nie wyróżnia się podgatunków.

## Taksonomia
Gatunek po raz pierwszy opisał w 1813 roku holenderski ornitolog Coenraad Temminck w drugim tomie książki własnego autorstwa Histoire naturelle generale des pigeons et des gallinaces. Jako miejsce typowe odłowu holotypu Temminck wskazał Indie.

## Morfologia
Cechy gatunkuKogut jest dosyć kolorowy. Jest czarny w białe paski i kropeczki. Lotki 1-rzędowe są czarne. Ogon jest niebiesko-zielony z połyskiem. Kura jest brązowa.
Wymiary
- długość ciała
  - kogut: 70–80 cm
  - kura: około 38 cm
- masa ciała
  - kogut: 790–1136 g
  - kura: 705–790 g

## Ekologia

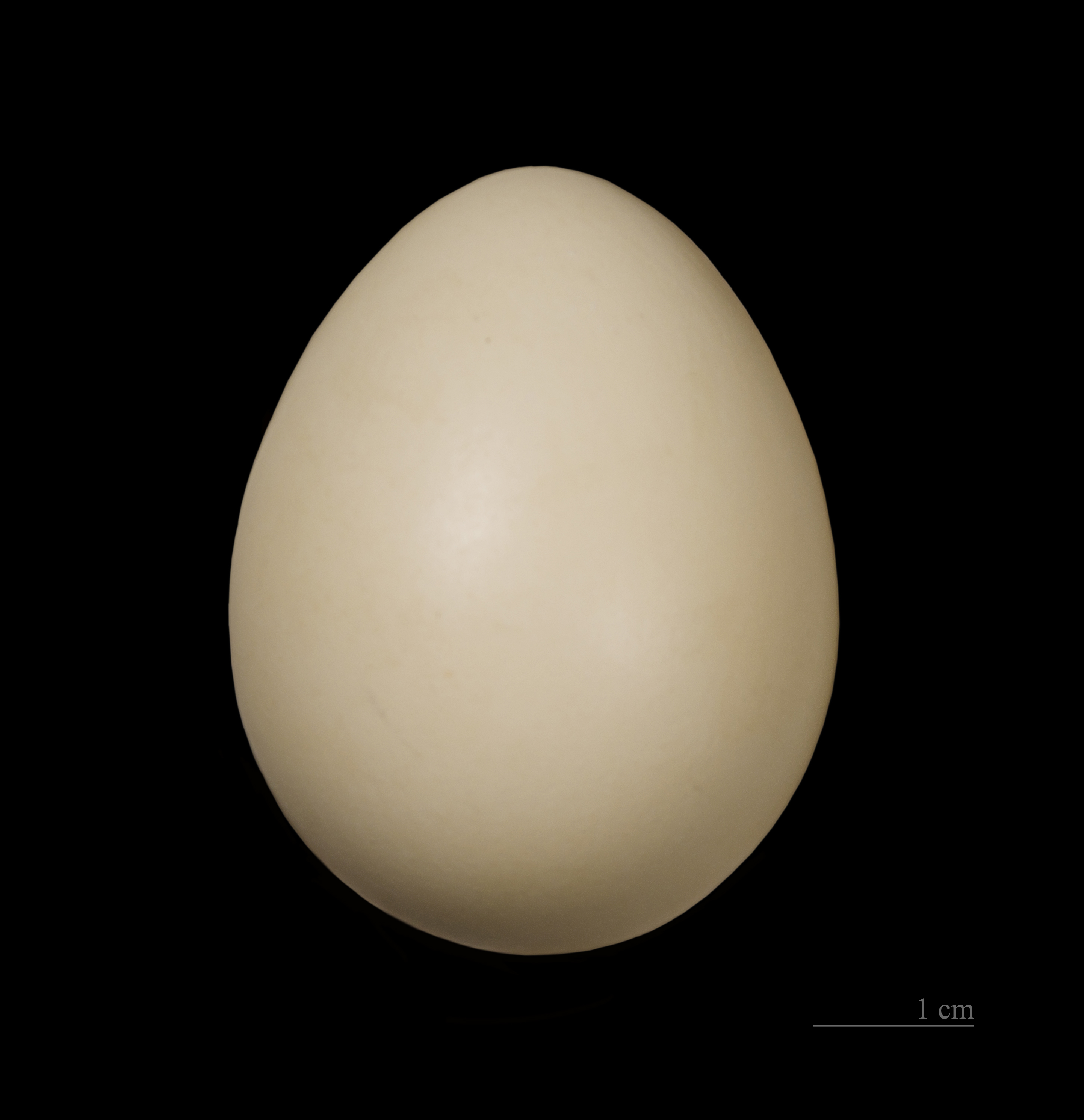
Jajo kura siwego

BiotopGęste lasy i bambusowe zarośla do 1500 m n.p.m. Jest też często spotykany na plantacjach herbaty.
Tryb życiaNoce spędza na gałęziach drzew. Rano i po południu wychodzi szukać pokarmu na otwarte przestrzenie. Jest wtedy bardzo ostrożny. Nigdy nie tworzy dużych stad, ale żyje w parach lub małych grupach. Czasami je też na polach uprawnych.
PożywienieZjada nasiona, jagody, zielone części roślin (np. liście), owady i ich larwy, pajęczaki, mięczaki (np. ślimaki) i robaki. Czasami zjada też młode gady (np. jaszczurki).
LęgiKoguty są poligamiczne i przed lęgami gromadzą wokół siebie 3–5 kur.
JajaSamica znosi 3–6 białych jaj, na których po kilku dniach pojawiają się brązowe plamki. Wysiaduje przez 20–21 dni. Sama opiekuje się pisklętami.

## Status
Międzynarodowa Unia Ochrony Przyrody (IUCN) uznaje kura siwego za gatunek najmniejszej troski (LC – least concern). Całkowita liczebność populacji nie została oszacowana, ale uznaje się go za ptaka lokalnie pospolitego na znacznej części zasięgu występowania. Trend liczebności populacji jest spadkowy.